# Margaret Seward

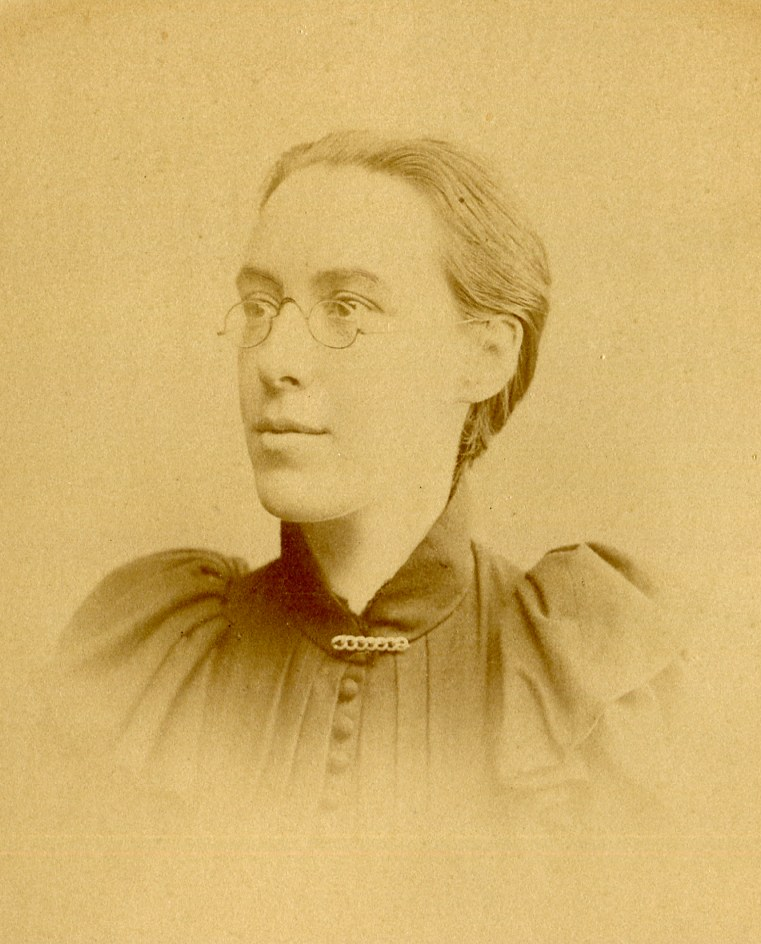
Margaret Seward am Somerville College (1885)

Margaret Seward MBE (* 22. Januar 1864 in Liverpool, England; † 29. Mai 1929 in Brentford, London, England) war eine britische Chemikerin. Sie war eine der ersten beiden Frauen, die in Oxford Chemie studierten; die andere war Mary Watson.

## Biografie
Geboren am 22. Januar 1864 in Liverpool, begann Margaret Seward 1881 ihr Studium am Somerville College der Universität Oxford. 1885 schloss Seward als erste Frau ihr Chemiestudium mit einem First Class Honours Degree ab.
Unmittelbar nach ihrem Abschluss begann Seward, als Tutorin am Somerville College zu arbeiten. Daneben betrieb sie Forschungsarbeit mit dem Chemiker W. H. Pendlebury. 1887 wurde sie als Dozentin ans Royal Holloway College der Universität London berufen. 1891 reiste sie nach Singapur, wo sie den Ingenieur John McKillop heiratete.
Nach ihrer Rückkehr nach Großbritannien 1893 lehrte Margaret Seward (jetzt McKillop) an verschiedenen Einrichtungen. Ab 1896 lehrte sie Chemie am Women’s Department des King’s College in London. Während des Ersten Weltkriegs arbeitete sie für das Ernährungsministerium und schrieb ein Buch über Ernährungswerte (Food Values, What They Are and How to Calculate Them). 1919 wurde sie für ihre Ernährungsstudien mit dem Order of the British Empire (Member, MBE) ausgezeichnet.